# Griggsville
Griggsville és una població dels Estats Units a l'estat d'Illinois. Segons el cens del 2000 tenia 1.258 habitants.

## Demografia
Segons el cens del 2000, Griggsville tenia 1.258 habitants, 500 habitatges, i 360 famílies. La densitat de població era de 467 habitants/km².
Dels 500 habitatges en un 36,2% hi vivien nens de menys de 18 anys, en un 58,2% hi vivien parelles casades, en un 10,2% dones solteres, i en un 27,8% no eren unitats familiars. En el 24,2% dels habitatges hi vivien persones soles el 12% de les quals corresponia a persones de 65 anys o més que vivien soles. El nombre mitjà de persones vivint en cada habitatge era de 2,49 i el nombre mitjà de persones que vivien en cada família era de 2,92.
Per edats la població es repartia de la següent manera: un 27,9% tenia menys de 18 anys, un 6,6% entre 18 i 24, un 26,9% entre 25 i 44, un 22,1% de 45 a 60 i un 16,5% 65 anys o més.
L'edat mediana era de 37 anys. Per cada 100 dones de 18 o més anys hi havia 88,2 homes.
La renda mediana per habitatge era de 31.875 $ i la renda mediana per família de 36.071 $. Els homes tenien una renda mediana de 27.454 $ mentre que les dones 18.182 $. La renda per capita de la població era de 14.578 $. Aproximadament el 10,2% de les famílies i el 12,3% de la població estaven per davall del llindar de pobresa.

## Poblacions més properes
El següent diagrama mostra les poblacions més properes.